# Yesterday (EP)
 Yesterday (englisch Gestern, hier Übersetzung für In der Vergangenheit bzw. früher) ist eine am 4. März 1966 veröffentlichte EP der britischen Rockband The Beatles. Es war die elfte EP der Beatles, die auf Parlophone (Katalognummer GEP 8948) veröffentlicht wurde. Alle vier Titel der EP stammen vom Album Help!. Die EP erschien ausschließlich in Mono.

## Hintergrund
Die Veröffentlichung der EP Yesterday erfolgte sieben Monate nach dem Erscheinen des Albums Help! im August 1965. Zwischenzeitlich erschien im Dezember 1965 das Nachfolgealbum Rubber Soul, sodass die EP Yesterday nicht mehr zeitnah veröffentlicht wurde.
Am 14. September 1965 erfolgte mit Yesterday / Act Naturally (Platz 6 in den Charts) in Deutschland noch die dritte Singleauskopplung aus dem Album Help!. In den USA erschien die Single Yesterday / Act Naturally am 13. September 1965 und erreichte Platz 1 der US-amerikanischen Billboard Hot 100. In Großbritannien wurde Yesterday mit der Single-B-Seite I Should Have Known Better erst zehneinhalb Jahre später, am 8. März 1976, als separate Single veröffentlicht.
Am 12. März 1966 stieg die EP in die britischen EP-Charts ein, insgesamt hielt sich Yesterday 13 Wochen in den EP-Charts, davon sechs Wochen auf Platz 1. In den Singles-Charts konnte sich die EP nicht platzieren.
Bei den vier Liedern der EP fungierte jeder der Beatles jeweils als Sänger.

## Covergestaltung
Das Foto des Covers stammt von Robert Whitaker.

## Titelliste
Seite 1
1. Yesterday (Lennon/McCartney) – 2:09
  - Aufgenommen am 14. und 17. Juni 1965. Gesungen von Paul McCartney.
2. Act Naturally (Morrison/Russell) – 2:32
  - Aufgenommen am 17. Juni 1965. Gesungen von Ringo Starr.

Seite 2
1. You Like Me Too Much (Harrison) – 2:39
  - Aufgenommen am 17. Februar 1965. Gesungen von George Harrison.
2. It’s Only Love (Lennon/McCartney) – 1:54
  - Aufgenommen am 15. Juni 1965. Gesungen von John Lennon.

## Wiederveröffentlichungen
Die EP Yesterday wurde bis in die 1970er Jahre gepresst. Im Dezember 1981 erschien die EP als Teil des Boxsets The Beatles E.P.s Collection, das alle britischen EPs enthielt. Am 26. Mai 1992 erschien dieses Set mit dem leicht geänderten Titel The Beatles Compact Disc EP. Collection als CD-Ausgabe.